# Mumford & Sons/Diskografie
Diese Diskografie ist eine Übersicht über die musikalischen Werke der britischen Folk-Rock-Band Mumford & Sons. Den Schallplattenauszeichnungen zufolge verkaufte sie bisher mehr als 30,4 Millionen Tonträger, davon alleine in Deutschland über 1,2 Millionen. Ihre erfolgreichste Veröffentlichung ist die Single I Will Wait mit über 6,4 Millionen verkauften Einheiten.

## Alben

### Studioalben
| Jahr | Titel        | Höchstplatzierung, Gesamtwochen, AuszeichnungChartplatzierungen (Jahr, Titel, Platzierungen, Wochen, Auszeichnungen, Anmerkungen) | Höchstplatzierung, Gesamtwochen, AuszeichnungChartplatzierungen (Jahr, Titel, Platzierungen, Wochen, Auszeichnungen, Anmerkungen) | Höchstplatzierung, Gesamtwochen, AuszeichnungChartplatzierungen (Jahr, Titel, Platzierungen, Wochen, Auszeichnungen, Anmerkungen) | Höchstplatzierung, Gesamtwochen, AuszeichnungChartplatzierungen (Jahr, Titel, Platzierungen, Wochen, Auszeichnungen, Anmerkungen) | Höchstplatzierung, Gesamtwochen, AuszeichnungChartplatzierungen (Jahr, Titel, Platzierungen, Wochen, Auszeichnungen, Anmerkungen) | Anmerkungen                              |
| Jahr | Titel        | DE | AT | CH | UK | US | Anmerkungen                              |
| ---- | ------------ | --- | --- | --- | --- | --- | ---------------------------------------- |
| 2009 | Sigh No More | DE29 ×3Dreifachgold · (71 Wo.)DE                                                                                                  | AT26 Platin · (54 Wo.)AT | CH21 (26 Wo.)CH | UK2 ×6Sechsfachplatin · (218 Wo.)UK                                                                                               | US2 ×3Dreifachplatin · (222 Wo.)US                                                                                                | Erstveröffentlichung: 5. Oktober 2009    |
| 2012 | Babel        | DE2 ×3Dreifachgold · (57 Wo.)DE                                                                                                   | AT2 Platin · (65 Wo.)AT | CH2 Gold · (53 Wo.)CH | UK1 ×4Vierfachplatin · (99 Wo.)UK                                                                                                 | US1 ×2Doppelplatin · (108 Wo.)US                                                                                                  | Erstveröffentlichung: 21. September 2012 |
| 2015 | Wilder Mind  | DE2 Gold · (20 Wo.)DE | AT2 Platin · (28 Wo.)AT | CH2 (28 Wo.)CH | UK1 Platin · (66 Wo.)UK | US1 Platin · (46 Wo.)US | Erstveröffentlichung: 4. Mai 2015        |
| 2018 | Delta        | DE5 (11 Wo.)DE | AT3 Gold · (13 Wo.)AT | CH2 (15 Wo.)CH | UK2 Gold · (21 Wo.)UK | US1 (12 Wo.)US | Erstveröffentlichung: 16. November 2018  |
| 2025 | Rushmere     | DE5 (2 Wo.)DE | AT3 (3 Wo.)AT | CH10 (2 Wo.)CH | UK1 (… Wo.)UK | US19 (… Wo.)US | Erstveröffentlichung: 28. März 2025      |

### Livealben
| Jahr | Titel                            | Höchstplatzierung, Gesamtwochen, AuszeichnungChartplatzierungen (Jahr, Titel, Platzierungen, Wochen, Auszeichnungen, Anmerkungen) | Höchstplatzierung, Gesamtwochen, AuszeichnungChartplatzierungen (Jahr, Titel, Platzierungen, Wochen, Auszeichnungen, Anmerkungen) | Höchstplatzierung, Gesamtwochen, AuszeichnungChartplatzierungen (Jahr, Titel, Platzierungen, Wochen, Auszeichnungen, Anmerkungen) | Höchstplatzierung, Gesamtwochen, AuszeichnungChartplatzierungen (Jahr, Titel, Platzierungen, Wochen, Auszeichnungen, Anmerkungen) | Höchstplatzierung, Gesamtwochen, AuszeichnungChartplatzierungen (Jahr, Titel, Platzierungen, Wochen, Auszeichnungen, Anmerkungen) | Anmerkungen                            |
| Jahr | Titel                            | DE | AT | CH | UK | US | Anmerkungen                            |
| ---- | -------------------------------- | --- | --- | --- | --- | --- | -------------------------------------- |
| 2011 | Live from Shepherd’s Bush Empire | — | — | — | — | US80 (16 Wo.)US | Erstveröffentlichung: 24. Oktober 2011 |
| 2013 | The Road to Red Rocks            | — | — | — | UK— SilberUK | US54 (3 Wo.)US | Erstveröffentlichung: 22. Januar 2013  |

### EPs
| Jahr | Titel Musiklabel          | Höchstplatzierung, Gesamtwochen, AuszeichnungChartplatzierungen (Jahr, Titel, Musiklabel, Platzierungen, Wochen, Auszeichnungen, Anmerkungen) | Höchstplatzierung, Gesamtwochen, AuszeichnungChartplatzierungen (Jahr, Titel, Musiklabel, Platzierungen, Wochen, Auszeichnungen, Anmerkungen) | Höchstplatzierung, Gesamtwochen, AuszeichnungChartplatzierungen (Jahr, Titel, Musiklabel, Platzierungen, Wochen, Auszeichnungen, Anmerkungen) | Höchstplatzierung, Gesamtwochen, AuszeichnungChartplatzierungen (Jahr, Titel, Musiklabel, Platzierungen, Wochen, Auszeichnungen, Anmerkungen) | Höchstplatzierung, Gesamtwochen, AuszeichnungChartplatzierungen (Jahr, Titel, Musiklabel, Platzierungen, Wochen, Auszeichnungen, Anmerkungen) | Anmerkungen                                                                             |
| Jahr | Titel Musiklabel          | DE | AT | CH | UK | US | Anmerkungen                                                                             |
| ---- | ------------------------- | --- | --- | --- | --- | --- | --------------------------------------------------------------------------------------- |
| 2008 | Mumford & Sons Chess Club | — | — | — | — | US80 (7 Wo.)US | Erstveröffentlichung: 7. Juli 2008                                                      |
| 2010 | India Tour EP Island      | — | — | — | — | US127 (1 Wo.)US | Erstveröffentlichung: 5. Juli 2010 als Mumford & Sons, Laura Marling & Dharohar Project |
| 2016 | Johannesburg Island       | DE41 (1 Wo.)DE | AT8 (3 Wo.)AT | CH6 (4 Wo.)CH | UK6 (5 Wo.)UK | US9 (3 Wo.)US | Erstveröffentlichung: 17. Juni 2016 feat. Baaba Maal, The Very Best & Beatenberg        |
| 2020 | Delta Tour EP Island      | DE68 (1 Wo.)DE | — | — | — | — | Erstveröffentlichung: 20. November 2020                                                 |

Weitere EPs
- 2008: Love Your Ground
- 2009: The Cave & the Open Sea
- 2009: iTunes Live: London Festival ’09
- 2010: iTunes Live: London Festival ’10
- 2010: The Wedding Band – The First Dance

## Singles
| Jahr | Titel Album                      | Höchstplatzierung, Gesamtwochen, AuszeichnungChartplatzierungen (Jahr, Titel, Album, Platzierungen, Wochen, Auszeichnungen, Anmerkungen) | Höchstplatzierung, Gesamtwochen, AuszeichnungChartplatzierungen (Jahr, Titel, Album, Platzierungen, Wochen, Auszeichnungen, Anmerkungen) | Höchstplatzierung, Gesamtwochen, AuszeichnungChartplatzierungen (Jahr, Titel, Album, Platzierungen, Wochen, Auszeichnungen, Anmerkungen) | Höchstplatzierung, Gesamtwochen, AuszeichnungChartplatzierungen (Jahr, Titel, Album, Platzierungen, Wochen, Auszeichnungen, Anmerkungen) | Höchstplatzierung, Gesamtwochen, AuszeichnungChartplatzierungen (Jahr, Titel, Album, Platzierungen, Wochen, Auszeichnungen, Anmerkungen) | Anmerkungen                                                                                  |
| Jahr | Titel Album                      | DE | AT | CH | UK | US | Anmerkungen                                                                                  |
| --- | -------------------------------- | --- | --- | --- | --- | --- | -------------------------------------------------------------------------------------------- |
| 2009 | Little Lion Man Sigh No More     | DE— GoldDE | AT70 (1 Wo.)AT | — | UK24 ×3Dreifachplatin · (52 Wo.)UK | US45 ×2Doppelplatin · (22 Wo.)US | Erstveröffentlichung: 11. August 2009                                                        |
| 2009 | Winter Winds Sigh No More        | — | — | — | UK44 Silber · (9 Wo.)UK | — | Erstveröffentlichung: 6. Dezember 2009                                                       |
| 2010 | The Cave Sigh No More            | DE— GoldDE | — | — | UK31 ×2Doppelplatin · (44 Wo.)UK | US27 ×2Doppelplatin · (20 Wo.)US | Erstveröffentlichung: 26. Februar 2010                                                       |
| 2011 | Timshel Sigh No More             | — | — | — | UK71 (1 Wo.)UK | — | Erstveröffentlichung: November 2011                                                          |
| 2012 | I Will Wait Babel                | DE53 Gold · (28 Wo.)DE | AT27 (18 Wo.)AT | CH39 (24 Wo.)CH | UK12 ×4Vierfachplatin · (47 Wo.)UK | US12 ×3Dreifachplatin · (39 Wo.)US | Erstveröffentlichung: 7. August 2012                                                         |
| 2012 | Lover of the Light Babel         | — | — | — | UK— SilberUK | US97 (1 Wo.)US | Erstveröffentlichung: 5. November 2012                                                       |
| 2013 | Whispers in the Dark Babel       | — | — | — | — | US81 (4 Wo.)US | Erstveröffentlichung: 11. März 2013                                                          |
| 2013 | Babel                            | — | — | — | UK76 Silber · (4 Wo.)UK | US60 (5 Wo.)US | Erstveröffentlichung: 9. Juli 2013                                                           |
| 2013 | Hopeless Wanderer Babel          | — | — | — | UK— SilberUK | US59 (1 Wo.)US | Erstveröffentlichung: 4. August 2013                                                         |
| 2015 | Believe Wilder Mind              | DE65 (6 Wo.)DE | AT61 (5 Wo.)AT | CH42 (9 Wo.)CH | UK20 Platin · (14 Wo.)UK | US31 Gold · (15 Wo.)US | Erstveröffentlichung: 9. März 2015                                                           |
| 2015 | The Wolf Wilder Mind             | DE77 (1 Wo.)DE | AT61 (1 Wo.)AT | — | UK56 Silber · (4 Wo.)UK | — | Erstveröffentlichung: 9. April 2015                                                          |
| 2015 | Snake Eyes Wilder Mind           | — | — | — | UK60 Silber · (4 Wo.)UK | — | Erstveröffentlichung: 20. April 2015                                                         |
| 2015 | Ditmas Wilder Mind               | — | — | — | UK83 Silber · (1 Wo.)UK | — | Erstveröffentlichung: 11. September 2015                                                     |
| 2015 | Tompkins Square Park Wilder Mind | — | — | — | UK86 Silber · (1 Wo.)UK | — | Erstveröffentlichung: 2. November 2015                                                       |
| 2016 | There Will Be Time Johannesburg  | — | — | — | UK100 Silber · (1 Wo.)UK | — | Erstveröffentlichung: 17. Juni 2016 mit Baaba Maal                                           |
| 2018 | Guiding Light Delta              | — | — | CH86 (1 Wo.)CH | UK40 Silber · (5 Wo.)UK | — | Erstveröffentlichung: 20. September 2018                                                     |
| 2019 | Beloved Delta                    | — | — | — | UK66 (1 Wo.)UK | — | Erstveröffentlichung: 22. Februar 2019                                                       |
| 2025 | Rushmere                         | — | — | — | UK83 (1 Wo.)UK | US19 (1 Wo.)US | Erstveröffentlichung: 17. Januar 2025                                                        |
| Folgende Lieder erschienen nicht als Single, wurden aber durch das Album zum Download und Streaming bereitgestellt und konnten somit eine Platzierung erlangen: |                                  | | | | | |                                                                                              |
| |                                  | | | | | |                                                                                              |
| 2012 | The Boxer Babel (Deluxe Version) | — | — | — | UK97 (1 Wo.)UK | — | Charteinstieg: 6. Oktober 2012 feat. Jerry Douglas & Paul Simon; Original: Simon & Garfunkel |
| 2012 | Lover’s Eyes Babel               | — | — | — | — | US85 (2 Wo.)US | Charteinstieg: 13. Oktober 2012                                                              |
| 2012 | Holland Road Babel               | — | — | — | — | US84 (3 Wo.)US | Charteinstieg: 13. Oktober 2012                                                              |
| 2012 | Ghosts That We Knew Babel        | — | — | — | — | US88 (3 Wo.)US | Charteinstieg: 13. Oktober 2012                                                              |
| 2018 | 42 Delta                         | — | — | — | UK91 (1 Wo.)UK | — | Charteinstieg: 29. November 2018                                                             |

Weitere Singles
- 2008: White Blank Page (UK: Silber)
- 2010: Roll Away Your Stone (UK: Silber)
- 2010: Thistle & Weeds
- 2013: Babel
- 2024: Good People (mit Pharrell Williams)
- 2025: Malibu

## Videoalben und Musikvideos

### Videoalben
| Jahr | Titel                                    | Höchstplatzierung, Gesamtwochen, AuszeichnungChartplatzierungen (Jahr, Titel, Platzierungen, Wochen, Auszeichnungen, Anmerkungen) | Höchstplatzierung, Gesamtwochen, AuszeichnungChartplatzierungen (Jahr, Titel, Platzierungen, Wochen, Auszeichnungen, Anmerkungen) | Höchstplatzierung, Gesamtwochen, AuszeichnungChartplatzierungen (Jahr, Titel, Platzierungen, Wochen, Auszeichnungen, Anmerkungen) | Höchstplatzierung, Gesamtwochen, AuszeichnungChartplatzierungen (Jahr, Titel, Platzierungen, Wochen, Auszeichnungen, Anmerkungen) | Höchstplatzierung, Gesamtwochen, AuszeichnungChartplatzierungen (Jahr, Titel, Platzierungen, Wochen, Auszeichnungen, Anmerkungen) | Anmerkungen                           |
| Jahr | Titel                                    | DE | AT | CH | UK | US | Anmerkungen                           |
| ---- | ---------------------------------------- | --- | --- | --- | --- | --- | ------------------------------------- |
| 2017 | Live from South Africa: Dust and Thunder | DE8 a (2 Wo.)DE | — | — | UK4 (11 Wo.)UK | — | Erstveröffentlichung: 3. Februar 2017 |

Weitere Videoalben
- 2012: The Road To Red Rocks

### Musikvideos
| Jahr | Titel                                               | Regie              |
| ---- | --------------------------------------------------- | ------------------ |
| 2009 | Little Lion Man                                     | Fred & Nick        |
| 2010 | The Cave                                            | Fred & Nick        |
| 2010 | Roll Away Your Stone                                | Fred & Nick        |
| 2012 | I Will Wait                                         | Fred & Nick        |
| 2012 | You & I Belong (Simone Felice feat. Mumford & Sons) | Tobias Stretch     |
| 2012 | Lover of the Light                                  | Idris Elba         |
| 2013 | Whispers in the Dark                                | Jim Canty          |
| 2013 | Babel                                               | Sam Jones          |
| 2013 | Hopeless Wanderer                                   | Sam Jones          |
| 2015 | Believe                                             | Ross Stirling      |
| 2015 | The Wolf                                            | James Marcus Haney |
| 2015 | Ditmas                                              | Alex Southam       |

## Statistik

### Chartauswertung
|                     | DE    | AT    | CH    | UK    | US     |
| ------------------- | ----- | ----- | ----- | ----- | ------ |
| Nummer-eins-Alben   | DE—DE | AT—AT | CH—CH | UK3UK | US3US  |
| Top-10-Alben        | DE5DE | AT5AT | CH5CH | UK6UK | US5US  |
| Alben in den Charts | DE8DE | AT6AT | CH6CH | UK6UK | US11US |

|                       | DE    | AT    | CH    | UK     | US     |
| --------------------- | ----- | ----- | ----- | ------ | ------ |
| Nummer-eins-Singles   | DE—DE | AT—AT | CH—CH | UK—UK  | US—US  |
| Top-10-Singles        | DE—DE | AT—AT | CH—CH | UK—UK  | US—US  |
| Singles in den Charts | DE3DE | AT4AT | CH3CH | UK17UK | US11US |

### Auszeichnungen für Musikverkäufe
| Silberne Schallplatte - Vereinigtes Königreich - 2022: für das Lied Awake My Soul Goldene Schallplatte - Australien - 2012: für das Videoalbum The Road To Red Rocks - Belgien - 2011: für die Single Little Lion Man - 2012: für das Album Babel - Brasilien - 2024: für die Single The Cave - 2024: für die Single Little Lion Man - 2024: für die Single Believe - 2024: für die Single Guiding Light - Dänemark - 2017: für das Album Babel - 2022: für das Album Wilder Mind - 2023: für die Single The Cave - 2023: für die Single I Will Wait - Italien - 2016: für das Album Babel - 2016: für die Single I Will Wait - 2016: für die Single Believe - 2017: für die Single The Cave - 2019: für die Single Little Lion Man - 2022: für das Album Sigh No More - Kanada - 2015: für die Single Believe - 2018: für das Album Delta - 2019: für die Single Guiding Light - Neuseeland - 2022: für das Album Delta - 2024: für die Single Ditmas - Niederlande - 2010: für das Album Sigh No More - Norwegen - 2012: für das Album Babel - Spanien - 2024: für die Single I Will Wait - 2024: für die Single Little Lion Man | Platin-Schallplatte - Australien - 2014: für die Single The Cave - 2019: für das Album Wilder Mind - Belgien - 2011: für das Album Sigh No More - Brasilien - 2024: für die Single I Will Wait - Dänemark - 2018: für das Album Sigh No More - Europa - 2013: für das Album Babel - Kanada - 2015: für das Album Wilder Mind - Neuseeland - 2018: für das Album Wilder Mind - 2024: für die Single Believe - Niederlande - 2013: für das Album Babel - Schweden - 2014: für das Album Babel - 2016: für die Single Believe | 2× Platin-Schallplatte - Europa - 2013: für das Album Sigh No More - Irland - 2012: für das Album Babel - Kanada - 2011: für das Album Sigh No More - 2015: für die Single Little Lion Man - 2015: für die Single The Cave - Norwegen - 2013: für die Single I Will Wait 3× Platin-Schallplatte - Australien - 2013: für das Album Babel - 2013: für die Single I Will Wait 4× Platin-Schallplatte - Australien - 2013: für das Album Sigh No More - 2013: für die Single Little Lion Man - Neuseeland - 2020: für das Album Babel - 2021: für das Album Sigh No More - 2024: für die Single I Will Wait - 2024: für die Single Little Lion Man 5× Platin-Schallplatte - Kanada - 2014: für das Album Babel - 2015: für die Single I Will Wait |

Anmerkung: Auszeichnungen in Ländern aus den Charttabellen bzw. Chartboxen sind in ebendiesen zu finden.
| Land/RegionAuszeichnungen für Musikverkäufe (Land/Region, Auszeichnungen, Verkäufe, Quellen) | Silber       | Gold       | Platin         | Verkäufe    | Quellen              |
| -------------------------------------------------------------------------------------------- | ------------ | ---------- | -------------- | ----------- | -------------------- |
| Australien (ARIA)                                                                            | —            | Gold1      | 16× Platin16   | 1.127.500   | aria.com.au          |
| Belgien (BRMA)                                                                               | —            | 2× Gold2   | Platin1        | 60.000      | ultratop.be          |
| Brasilien (PMB)                                                                              | —            | 4× Gold4   | Platin1        | 170.000     | pro-musicabr.org.br  |
| Dänemark (IFPI)                                                                              | —            | 4× Gold4   | Platin1        | 130.000     | ifpi.dk              |
| Deutschland (BVMI)                                                                           | —            | 6× Gold6   | 2× Platin2     | 1.150.000   | musikindustrie.de    |
| Europa (IFPI)                                                                                | —            | —          | 3× Platin3     | (3.000.000) | ifpi.org             |
| Irland (IRMA)                                                                                | —            | —          | 2× Platin2     | 30.000      | irishcharts.ie       |
| Italien (FIMI)                                                                               | —            | 6× Gold6   | —              | 150.000     | fimi.it              |
| Kanada (MC)                                                                                  | —            | 3× Gold3   | 17× Platin17   | 1.480.000   | musiccanada.com      |
| Neuseeland (RMNZ)                                                                            | —            | 2× Gold2   | 18× Platin18   | 427.500     | radioscope.co.nz NZ2 |
| Niederlande (NVPI)                                                                           | —            | Gold1      | Platin1        | 75.000      | nvpi.nl              |
| Norwegen (IFPI)                                                                              | —            | Gold1      | 2× Platin2     | 35.000      | ifpi.no              |
| Österreich (IFPI)                                                                            | —            | Gold1      | 3× Platin3     | 62.500      | ifpi.at              |
| Schweden (IFPI)                                                                              | —            | —          | 2× Platin2     | 80.000      | sverigetopplistan.se |
| Schweiz (IFPI)                                                                               | —            | Gold1      | —              | 15.000      | hitparade.ch         |
| Spanien (Promusicae)                                                                         | —            | 2× Gold2   | —              | 60.000      | elportaldemusica.es  |
| Vereinigte Staaten (RIAA)                                                                    | —            | Gold1      | 13× Platin13   | 13.500.000  | riaa.com             |
| Vereinigtes Königreich (BPI)                                                                 | 14× Silber14 | Gold1      | 21× Platin21   | 12.060.000  | bpi.co.uk            |
| Insgesamt                                                                                    | 14× Silber14 | 36× Gold36 | 103× Platin103 |             |                      |